# Франкон (коммуна)
Франко́н (фр. и окс. Francon) — коммуна во Франции, находится в регионе Юг — Пиренеи. Департамент — Верхняя Гаронна. Входит в состав кантона Казер. Округ коммуны — Мюре.
Код INSEE коммуны — 31196.

## География

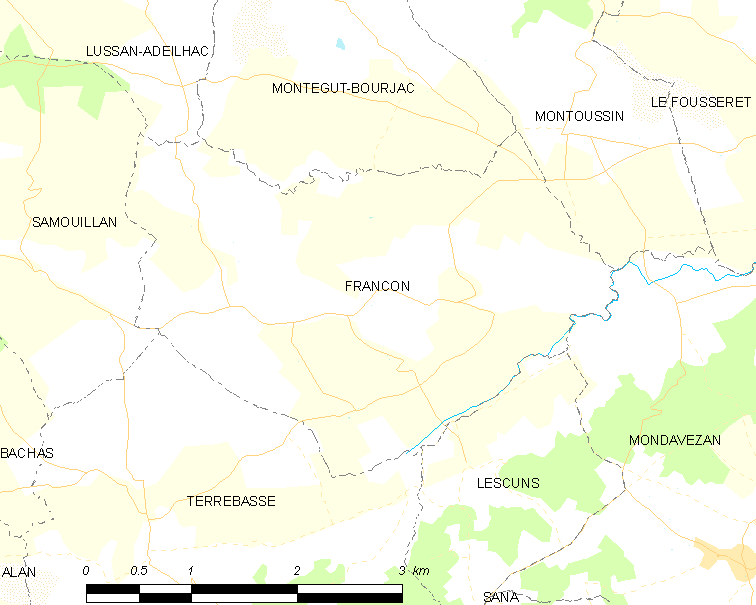
Карта коммуны

Коммуна расположена приблизительно в 640 км к югу от Парижа, в 55 км к юго-западу от Тулузы.
По территории коммуны протекает река Луж.

## Климат
Климат умеренно-океанический. Зима мягкая и снежная, весна характеризуется сильными дождями и грозами, лето сухое и жаркое, осень солнечная. Преобладают сильные юго-восточные и северо-западные ветры.

## Население
Население коммуны на 2010 год составляло 210 человек.
| 1962 | 1968 | 1975 | 1982 | 1990 | 1999 | 2010 |
| ---- | ---- | ---- | ---- | ---- | ---- | ---- |
| 180  | 181  | 169  | 173  | 172  | 168  | 210  |

## Экономика
В 2010 году среди 138 человек трудоспособного возраста (15—64 лет) 94 были экономически активными, 44 — неактивными (показатель активности — 68,1 %, в 1999 году было 69,0 %). Из 94 активных жителей работали 88 человек (47 мужчин и 41 жен), безработных было 6 (3 мужчин и 3 женщины). Среди 44 неактивных 15 человек были учениками или студентами, 16 — пенсионерами, 13 были неактивными по другим причинам.